# ساحلین
آنا سیسیلیاساحلین (به انگلیسی: Anna Cecilia Sahlin) (زاده ۱۱ می ۱۹۷۶) خواننده و بازیگر سوئدی است.
او در مسابقه آواز یوروویژن ۲۰۰۲ نماینده استونی بود.
از فیلم‌های معروف او می‌توان به بازی در ما بچه‌های بولربو اشاره کرد.